# اتفاق المسلمين
اتفاق المسلمين أو اتحاد المسلمين (بالتترية: Иттифак әл-мөслимин، بالروسية: Иттифа́к аль-Муслими́н) حزب ليبرالي ديمقراطي للمسلمين أيام الإمبراطورية الروسية. تشكل الحزب سنة 1905 بعد المؤتمر الأول للمسلمين في روسيا.